# Saniakor
Saniakor o Sagnokhor fou una antiga província del Cayor al modern Senegal.
El 14 juliol de 1863 Louis Faidherbe va reprendre el govern del Senegal i es va ocupar tot seguit del problema del Cayor, que era urgent doncs Lat Dior pretenia no respectar els tractats que havia signat. El ministeri de marina havia acordat el 1863 un crèdit de 30000 francs per a la construcció de la posició militar de Thiès, i un de 70.000 francs per establir tres altres posicions a l'interior del Cayor. Faidherbe va decidir que calia reinstal·lar un damel fidel al tron del Cayor, el que fos, amb el control de la part central del país, i segregar del regne les províncies de Ndiambour, Mbaouar, pel costat de Saint Louis del Senegal, i Andal i Sagnokhor (Saniakor) del costat de Gorée, per agregar-les als dominis directes francesos; es considerava que per sostenir un damel titella al centre del Cayor calia disposar d'una posició militar sòlida al cor mateix del país i es va escollir Nguiguis. El projecte fou implementat immediatament.
El governador, al front de les tropes de la colònia, va marxar a Nguiguis on volia construir el lloc fortificat que, d'acord amb els tractats s'havia d'establir a Ndande. Nguguis fou escollida per ser un lloc més central; fou també la residència del damel Madiodio. El damel Lat Dior, no esperava al governador; tot i haver reunit tota la seva força, es va retirar davant la columna, que el va seguir fins a la frontera, quan es va refugiar al Baol. Un reducte va ser construït en un dia de l'arribada de la columna a Nguiguis, on hi havia abundants pous. El governador, convençut que Lat Dior renunciava al poder que havia agafat per la revolta del 1862, va instal·lar al tron al profrancès Madiodio. Aquest va signar un tractat que cedia a França les províncies de Ndiambour, Mbaonar, Andal i Sagnokhor (4 de desembre de 1863).